# 世界遺産の一覧
本記事は世界遺産の一覧である。2023年1月27日時点で、167カ国の計1157の資産が登録され、うち文化遺産は900件、自然遺産は218件、複合遺産は39件である。登録資産のうち、43件は国を跨ぐ世界遺産である。また、登録資産のうち、55件は危機遺産に指定され、他に登録リストから削除された3件の元・世界遺産が存在する。
|                    | 合計（件） | 国  | 文化遺産（件） | 自然遺産（件） | 複合遺産（件） |
| ------------------ | ---------- | --- | -------------- | -------------- | -------------- |
| 世界遺産           | 1,157      | 167 | 900            | 218            | 39             |
| 国境を跨ぐ世界遺産 | 43         | 67  | 24             | 16             | 3              |
| 危機遺産           | 55         | 34  | 39             | 16             | 0              |

## 登録名別
- 世界遺産の一覧 (英語索引)
- 世界遺産の一覧 (仏語索引)

## 地域別

### 大州別
- 世界遺産の一覧 (ヨーロッパ)
- 世界遺産の一覧 (アジア)
- 世界遺産の一覧 (オセアニア)
- 世界遺産の一覧 (アフリカ)
- 世界遺産の一覧 (北アメリカ・中央アメリカ)
- 世界遺産の一覧 (南アメリカ)

### 国別
国名の配列は五十音順。
- アイスランドの世界遺産
- アイルランドの世界遺産
- アゼルバイジャンの世界遺産
- アフガニスタンの世界遺産
- アメリカ合衆国の世界遺産
- アラブ首長国連邦の世界遺産
- アルジェリアの世界遺産
- アルゼンチンの世界遺産
- アルバニアの世界遺産
- アルメニアの世界遺産
- アンゴラの世界遺産
- アンティグア・バーブーダの世界遺産
- アンドラの世界遺産
- イエメンの世界遺産
- イギリスの世界遺産
- イスラエルの世界遺産
- イタリアの世界遺産
- イラクの世界遺産
- イランの世界遺産
- インドの世界遺産
- インドネシアの世界遺産
- ウガンダの世界遺産
- ウクライナの世界遺産
- ウズベキスタンの世界遺産
- ウルグアイの世界遺産
- エクアドルの世界遺産
- エジプトの世界遺産
- エストニアの世界遺産
- エチオピアの世界遺産
- エリトリアの世界遺産
- エルサルバドルの世界遺産
- オーストラリアの世界遺産
- オーストリアの世界遺産
- オマーンの世界遺産
- オランダの世界遺産
- ガーナの世界遺産
- カザフスタンの世界遺産
- カタールの世界遺産
- カナダの世界遺産
- カーボベルデの世界遺産
- ガボンの世界遺産
- カメルーンの世界遺産
- ガンビアの世界遺産
- カンボジアの世界遺産
- ギニアの世界遺産
- キプロスの世界遺産
- キューバの世界遺産
- キリバスの世界遺産
- キルギスの世界遺産
- ギリシャの世界遺産
- グアテマラの世界遺産
- ケニアの世界遺産
- コートジボワールの世界遺産
- コスタリカの世界遺産
- コロンビアの世界遺産
- コンゴ共和国の世界遺産
- コンゴ民主共和国の世界遺産
- 北マケドニアの世界遺産
- サウジアラビアの世界遺産
- ザンビアの世界遺産
- サンマリノの世界遺産
- ジャマイカの世界遺産
- ジョージアの世界遺産
- シリアの世界遺産
- シンガポールの世界遺産
- ジンバブエの世界遺産
- スイスの世界遺産
- スウェーデンの世界遺産
- スーダンの世界遺産
- スペインの世界遺産
- スリナムの世界遺産
- スロバキアの世界遺産
- スロベニアの世界遺産
- セーシェルの世界遺産
- セネガルの世界遺産
- セルビアの世界遺産
- セントクリストファー・ネイビスの世界遺産
- セントルシアの世界遺産
- ソロモン諸島の世界遺産
- タイの世界遺産
- 大韓民国の世界遺産
- タジキスタンの世界遺産
- タンザニアの世界遺産
- チェコの世界遺産
- チャドの世界遺産
- 中央アフリカ共和国の世界遺産
- 中華人民共和国の世界遺産
- チュニジアの世界遺産
- 朝鮮民主主義人民共和国の世界遺産
- チリの世界遺産
- デンマークの世界遺産
- ドイツの世界遺産
- トーゴの世界遺産
- ドミニカ共和国の世界遺産
- ドミニカ国の世界遺産
- トルクメニスタンの世界遺産
- トルコの世界遺産
- ナイジェリアの世界遺産
- ナミビアの世界遺産
- ニカラグアの世界遺産
- ニジェールの世界遺産
- 日本の世界遺産
- ニュージーランドの世界遺産
- ネパールの世界遺産
- ノルウェーの世界遺産
- バーレーンの世界遺産
- ハイチの世界遺産
- パキスタンの世界遺産
- バチカンの世界遺産
- パナマの世界遺産
- バヌアツの世界遺産
- パプアニューギニアの世界遺産
- パラオの世界遺産
- パラグアイの世界遺産
- バルバドスの世界遺産
- パレスチナの世界遺産
- ハンガリーの世界遺産
- バングラデシュの世界遺産
- フィジーの世界遺産
- フィリピンの世界遺産
- フィンランドの世界遺産
- ブラジルの世界遺産
- フランスの世界遺産
- ブルガリアの世界遺産
- ブルキナファソの世界遺産
- ベトナムの世界遺産
- ベナンの世界遺産
- ベネズエラの世界遺産
- ベラルーシの世界遺産
- ベリーズの世界遺産
- ペルーの世界遺産
- ベルギーの世界遺産
- ポーランドの世界遺産
- ボスニア・ヘルツェゴビナの世界遺産
- ボツワナの世界遺産
- ボリビアの世界遺産
- ポルトガルの世界遺産
- ホンジュラスの世界遺産
- マーシャル諸島の世界遺産
- マダガスカルの世界遺産
- マラウイの世界遺産
- マリ共和国の世界遺産
- マルタの世界遺産
- マレーシアの世界遺産
- ミクロネシア連邦の世界遺産
- 南アフリカ共和国の世界遺産
- ミャンマーの世界遺産
- メキシコの世界遺産
- モーリシャスの世界遺産
- モザンビークの世界遺産
- モーリタニアの世界遺産
- モルドバの世界遺産
- モンゴル国の世界遺産
- モンテネグロの世界遺産
- ヨルダンの世界遺産
- ラオスの世界遺産
- ラトビアの世界遺産
- リトアニアの世界遺産
- リビアの世界遺産
- ルクセンブルクの世界遺産
- ルーマニアの世界遺産
- レソトの世界遺産
- レバノンの世界遺産
- ロシアの世界遺産

## その他
- 世界遺産の一覧 (危機遺産リスト)
- 抹消された世界遺産
- 世界遺産に登録されている産業遺産
- 世界遺産に登録されている文化的景観